# Estadio Internacional Godswill Akpabio
El Estadio Internacional Godswill Akpabio anteriormente Estadio Internacional Akwa Ibom es un estadio multiusos ubicado en la ciudad de Uyo, capital del estado de Akwa Ibom, Nigeria. El estadio con capacidad para 30,000 personas, sirve como estadio local al Akwa United de la Liga de Fútbol Profesional de Nigeria, así como determinados juegos de la Selección de fútbol de Nigeria.
El gobernador Udom Gabriel Emmanuel cambió el nombre del Estadio Akwa Ibom a Estadio Internacional Godswill Akpabio inmediatamente después de prestar juramento en el estadio el 29 de mayo de 2015. Godswill Obot Akpabio fue su predecesor como gobernador estatal.

## Historia
El contrato de diseño y construcción del complejo del Estadio Internacional Akwa Ibom y Games Village se adjudicó en 2012 a Julius Berger, una empresa de ingeniería estructural con sede en Nigeria, que completó su construcción en 2014. El ultramoderno complejo deportivo polivalente de 30.000 plazas se inspiró en el Allianz Arena.
La empresa fue responsable del diseño arquitectónico, la planificación, la ejecución, la supervisión de la construcción del estadio, así como su mantenimiento. El estadio cumple con requisitos de normas internacionales de seguridad; está equipado con unidades de servicio de emergencia, que permiten la evacuación del estadio en 6 minutos, cámaras de seguridad de circuito cerrado y cercas de acero para el control de multitudes. También hay equipos de extinción de incendios de reserva y detectores de metales que se han instalado para evitar cualquier desgracia.
El estadio fue inaugurado el 7 de noviembre de 2014, cuando la selección de Nigeria enfrentó a Ghana, con triunfo de las Águilas Verdes por 1–0.
El 20 de mayo de 2022 albergó la final de la Copa Confederación de la CAF 2021-22 entre el Renaissance de Berkane de Marruecos y el Orlando Pirates de Sudáfrica, con victoria del cuadro marroquí en definición a penales por 5-4, tras empatar 1–1 en tiempo reglamentario.